# 尼尔博格达尼
尼尔博格达尼，是匈牙利索博尔奇-索特马尔-贝拉格州所辖的一个村。总面积35.03平方公里，总人口2943，人口密度84.0人/平方公里（2011年1月1日）。